# Lerchenfeld (Neudrossenfeld)
Lerchenfeld (oberfränkisch: Läangfelld) ist ein Wohnplatz der Gemeinde Neudrossenfeld im Landkreis Kulmbach (Oberfranken, Bayern). Lerchenfeld liegt in der Gemarkung Neudrossenfeld.

## Geographie
Das ehemalige Dorf ist mittlerweile als Ortsstraße „Am Lerchenfeld“ des Gemeindeteils Neudrossenfeld aufgegangen. Diese führt zur Kulmbacher Straße (= Kreisstraße KU 11).

## Geschichte
Lerchenfeld wurde in einem Partikular des Kastenamtes Kulmbach von 1763 erstmals schriftlich erwähnt. Es wurden vom markgräflichen Minister Friedrich Wilhelm Graf von Ellrodt auf dem gleichnamigen Flurgrundstück, ursprünglich ein markgräfliches Kanzleilehen, 12 Häuser erbaut.
Von 1797 bis 1810 unterstand der Ort dem Justiz- und Kammeramt Kulmbach. Mit dem Gemeindeedikt wurde Lerchenfeld dem 1811 gebildeten Steuerdistrikt Neudrossenfeld und der 1812 gebildeten gleichnamigen Ruralgemeinde zugewiesen.

### Einwohnerentwicklung
| Jahr      | 001818 | 001861 | 001871 | 001885 | 001900 |
| Einwohner | *      | 188    | 153    | 136    | 140    |
| Häuser    | *      |        |        | 29     | 26     |
| Quelle    | [ 5 ]  | [ 7 ]  | [ 8 ]  | [ 9 ]  | [ 10 ] |

## Religion
Lerchenfeld ist evangelisch-lutherisch geprägt und nach Neudrossenfeld gepfarrt.

## Weblink
- Lerchenfeld in der Ortsdatenbank des bavarikon, abgerufen am 20. August 2021.